# Mikania sulcata
Mikania sulcata là một loài thực vật có hoa trong họ Cúc. Loài này được (Hook. & Arn.) B.L.Rob. mô tả khoa học đầu tiên năm 1911.